# Emerit (pensionar)
Emerit sau emeritus este un adjectiv care desemnează un profesor universitar, cleric, magistrat, cadru de conducere căruia i s-a permis, după retragerea din funcție, să continue să păstreze în mod onorific titlul pe care l-a avut în ultima sa funcție. Atunci se vorbește de profesor emerit, episcop emerit, rabin emerit etc.
În unele ocazii, titlul acesta se conferă în mod automat tuturor persoanelor care ies la pensie având un anumit rang, dar în altele, el este conferit în mod selectiv unor persoane retrase din funcție care s-au distins în activitatea lor.   
Termenul de emerit nu înseamnă în mod  obligatoriu că persoana a încetat toate responsabilitățile din poziția anterioară, ea putând să mai exercite o parte din ele.

## Etimologie
Cuvântul emeritus este un participiu trecut al verbului latin emerere care are semnificația de a desăvârși un serviciu, și este compus din prefixul e, (ca si ex) însemnând - din, și verbul merere (de unde cuvântul românesc merit) care are înțelesul de a servi, a obține. Cuvântul emeritus a intrat în limba engleză la începutul secolului al XVII-lea, având accepțiunea de „cineva care și-a împlinit misiunea”..

## În viața academică
În Statele Unite și alte state un profesor universitar ordinar care iese la pensie în bună capacitate dintr-o instituție academică primește titlul de profesor emerit. 
O profesoară universitară într-o situație similară se numește profesoară emerită.(professor emerita)  
În unele instituții toți profesorii care se pensionează, au dreptul sa poarte acest titlu, dacă mai dispun de o bună capacitate. În alte instituții acordarea acestui titlu de emerit depinde de o punere la vot sau de o decizie deosebită. 
Profesorii emeriți au, după caz, dreptul la un cabinet al lor sau alte privilegii.

## Alte uzuri

### În comunități religioase
În cazul pensionării unui episcop sau episcop auxiliar catolic, acestuia i se adaugă la titlu termenul emerit. Ca de pildă, "arhiepiscopul emerit de...". Uneori se poate ca o dioceză să aibă mai mulți episcopi emeriți, dacă au o viață îndelungată.
Când Papa Benedict al XVI-lea a abdicat din funcție, a rămas papă emerit sau episcop emerit al Romei.
Și în biserica evanghelică și în cea neo-protestantă numită Comunitatea lui Hristos (Community of Christ) se acordă titlul emeritus unor conducători ai cultului care se pensionează. În biserica ortodoxă ucraineană a Canadei, mitropolitul Ioan (Stinka) a deținut titlul de mitropolit emerit din anul 2010 și până la încetarea sa din viață în 2022.
Și în iudaism, în unele țări, unii rabini care au slujit timp îndelungat într-o comunitate sau sinagogă primesc titlul de rabin emerit. Așa, de pildă, după ce s-a retras din oficiul de șef rabin, dr. Israel Brodie a fost Rabin Șef emeritus al Marii Britanii. Uneori se acordă și titlul de hazan sau cantor emerit, care este un titlu în mare parte onorific.

### Monarhi emeriți
În Spania, după abdicarea regelui Juan Carlos I, el și soția sa au obținut o titulatură care corespunde celei de regi emeriți. La fel impăratul Akihito al Japoniei, după ce a abdicat, este considerat împărat emerit.

### În  viața politică a Statelor Unite ale Americii și în unele organizații
Începând din anul 2001 un senator din partidul minoritar care a îndeplinit funcția de președinte temporar al Statelor Unite primește titlul de Președinte pro tempore emeritus al Statelor Unite.   
În 2022 Comitetul de directivă și politică al Camerei Reprezentanților a Statelor Unite a decis prin vot să acorde fostei președintă a Camerei Reprezentanților, Nancy Pelosi titlul de președintă emerită (Speaker Emerita) a Camerei Reprezentanților. 
În unele companii private, ca și în unele organizații non-profit se obișnuiește să i se acorde titlul de emerit fondatorului firmei sau, respectiv, al organizației, ori unor persoane cu mari merite în cadrul lor.